# 桑畑和男
桑畑 和男（くわはた かずお、1931年3月25日 -  ）は、日本の政治家。元宮崎県北諸県郡三股町長（3期）。

## 来歴
宮崎県立都城泉ヶ丘高等学校卒業。1957年（昭和32年）三股町役場に奉職。議会事務局長・企画開発課長・総務課長・財政課長・収入役など歴任。1998年（平成10年）より2010年（平成22年）まで三股町長を3期務めたほか、2010年4月から2012年3月まで都城圏域地場産業振興センター副理事長も務めた。
3期目となった2006年（平成18年）の町長選挙では、公約として町長専用公用車を売却するとして当選後に実現した一方で、対立候補を応援した建設業者を町発注工事の指名競争入札から外したことを認めたり、選挙前に元後援会幹部へ現金を渡したことが2009年（平成21年）に明らかになると議会に自身の給与を減額する条例改正案を提案するなど、耳目を集める人物であった。